# Dasygaster pammacha
Dasygaster pammacha is een vlinder uit de familie van de uilen (Noctuidae). De wetenschappelijke naam van de soort is voor het eerst geldig gepubliceerd in 1922 door Alfred Jefferis Turner.
De eerste specimens van de soort werden verzameld op de berg Cradle Mountain in Tasmanië.